# Coelotes curvilamnis
Coelotes curvilamnis är en spindelart som beskrevs av S. V. Ovtchinnikov 200. Coelotes curvilamnis ingår i släktet Coelotes och familjen mörkerspindlar.

## Underarter
Arten delas in i följande underarter:
- C. c. alatauensis
- C. c. boomensis